# James Troisi
James Troisi (* 3. července, Adelaide) je australský fotbalový záložník a reprezentant, který hraje za saúdskoarabský klub Al-Ittihad. Narodil se v australském Adelaide řecké matce a italskému otci. V letech 2005 až 2007 byl členem mládežnického týmu Newcastle United FC. Tam později působil i profesionálně. Do roku 2009 hrál za Gençlerbirliği SK.

## Reprezentační kariéra
V A-mužstvu Austrálie přezdívaném Socceroos debutoval v roce 2008.

Zúčastnil se Mistrovství světa ve fotbale 2014 v Brazílii.
S národním týmem Austrálie vyhrál domácí Mistrovství Asie v roce 2015.